# 25 Greatest Players in WNBA History
Die 25 Greatest Players in WNBA History (deutsch Die 25 besten Spielerinnen der WNBA-Geschichte), auch als The W25 bekannt, ist eine Liste der 25 besten und einflussreichsten Basketballspielerinnen der nordamerikanischen Basketball-Profiliga Women’s National Basketball Association (WNBA), die anlässlich des 25. Jubiläums der Liga im Jahr 2021 verkündet wurde.

## Bekanntgabe und Auswahlkriterien
Offiziell wurden die Namen der Spielerinnen am 5. September 2021 während der Halbzeit des Spiels der Las Vegas Aces gegen Chicago Sky auf ABC bekanntgegeben.
Die Spielerinnen wurden aus einer Liste von 72 Nominierten von einem Gremium aus Medienvertretern und Pionierinnen des Frauenbasketballs ausgewählt. Die Nominierten mussten mindestens zwei Saisons lang einem WNBA-Team angehört haben und vier der folgenden sieben Kriterien erfüllen:
- Gewinn der WNBA-Meisterschaft;
- Gewinn einer wichtigen Einzelauszeichnung;
- Mitglied eines All-WNBA First Teams oder All-WNBA Second Teams;
- Mitglied eines WNBA All-Defensive First Teams oder WNBA All-Defensive Second Teams;
- Wahl in das WNBA All-Star Game;
- aktuelle Platzierung unter den Top 40 in mindestens einer wichtigen statistischen Kategorie;
- Auszeichnung mit dem WNBA Community Assist Award.[1]

Zu den Faktoren, die in die W25-Auswahlentscheidung der Jury einflossen, gehörten die Leistung und Fähigkeiten auf dem Spielfeld, Führungsqualitäten, Sportsgeist, Beiträge zum Teamerfolg und geleistete gemeinnützige Arbeit.

## Statistik
Bis zum 4. September 2021 hatten die W25 insgesamt 9.094 Spiele absolviert, in denen sie zusammen
138.005 Punkte, 50.789 Rebounds, 28.471 Assists, 11.290 Steals und 7.214  Blocks erzielten.
Neun der 25 Spielerinnen haben sowohl die WNBA- und NCAA-Meisterschaft als auch den Weltmeistertitel und mindestens eine olympische Goldmedaille gewonnen („Grand Slam des Frauenbasketballs“): Sue Bird, Swin Cash, Tamika Catchings, Cynthia Cooper, Brittney Griner, Maya Moore, Breanna Stewart, Sheryl Swoopes und Diana Taurasi.
Bis auf Lauren Jackson (Australien) und Ticha Penicheiro (Portugal) besitzen alle Spielerinnen die Staatsbürgerschaft der Vereinigten Staaten. Sue Bird besitzt daneben die israelische und Becky Hammon die russische Staatsbürgerschaft.
Zum Zeitpunkt der Entscheidungsverkündung waren zehn der 25 Spielerinnen noch aktiv: Sue Bird, Tina Charles, Elena Delle Donne, Sylvia Fowles, Brittney Griner, Angel McCoughtry, Nneka Ogwumike, Candace Parker, Breanna Stewart und Diana Taurasi.

## „The W25“
Die nachfolgenden Angaben beziehen sich nur auf den Zeitraum bis zur Verkündung der W25.
| Porträt | Name              | Geb.       | Nat.                        | Pos.                           | Draft, Pick                                                | WNBA-Meisterin         | Awards | Franchise |
| ------- | ----------------- | ---------- | --------------------------- | ------------------------------ | ---------------------------------------------------------- | ---------------------- | --- | --- |
|         | Seimone Augustus  | 30.04.1984 | Vereinigte Staaten          | Shooting Guard                 | WNBA Draft 2006, 1. Pick                                   | 2011, 2013, 2015, 2017 | Rookie of the Year (2006), WNBA Finals MVP Award (2011) | Minnesota Lynx (2006–2019) Los Angeles Sparks (2020)                                                                             |
|         | Sue Bird          | 16.10.1980 | Vereinigte Staaten Israel   | Point Guard                    | WNBA Draft 2002, 1. Pick                                   | 2004, 2010, 2018, 2020 | Kim Perrot Sportsmanship Award (2011, 2017, 2018) | Seattle Storm (2002–2012, 2014–2018, 2020–)                                                                                      |
|         | Swin Cash         | 22.09.1979 | Vereinigte Staaten          | Power Forward                  | WNBA Draft 2002, 2. Pick                                   | 2003, 2006, 2010       | Kim Perrot Sportsmanship Award (2013) | Detroit Shock (2002–2007) Seattle Storm (2008–2011) Chicago Sky (2012–2013) Atlanta Dream (2014) New York Liberty (2014–2016)    |
|         | Tamika Catchings  | 21.07.1979 | Vereinigte Staaten          | Small Forward                  | WNBA Draft 2001, 3. Pick                                   | 2012                   | Rookie of the Year (2002), Defensive Player of the Year (2005, 2006, 2009, 2010, 2012), WNBA Finals MVP Award (2012), WNBA Most Valuable Player Award (2011), Kim Perrot Sportsmanship Award (2010, 2013, 2016) | Indiana Fever (2002–2016) |
|         | Tina Charles      | 05.12.1988 | Vereinigte Staaten          | Center                         | WNBA Draft 2010, 1. Pick                                   |                        | Rookie of the Year (2010), WNBA Most Valuable Player Award (2012) | Connecticut Sun (2010–2013) New York Liberty                                                                                     |
|         | Cynthia Cooper    | 14.04.1963 | Vereinigte Staaten          | Point Guard / Shooting Guard   | nicht ausgewählt                                           | 1997, 1998, 1999, 2000 | WNBA Finals MVP Award (1997–2000), WNBA Most Valuable Player Award (1997, 1998) | Houston Comets (1997–2000, 2003)                                                                                                 |
|         | Elena Delle Donne | 05.09.1989 | Vereinigte Staaten          | Guard / Forward                | WNBA Draft 2013, 2. Pick                                   | 2019                   | Rookie of the Year (2013), WNBA Most Valuable Player Award (2015, 2019) | Chicago Sky (2013–2016) Washington Mystics (2017–2019, 2021–)                                                                    |
|         | Sylvia Fowles     | 06.10.1985 | Vereinigte Staaten          | Center                         | WNBA Draft 2008, 2. Pick                                   | 2015, 2017             | Defensive Player of the Year (2011, 2013, 2016, 2021), WNBA Finals MVP Award (2015, 2017), WNBA Most Valuable Player Award (2017)                                                                               | Chicago Sky (2008–2014) Minnesota Lynx (2015–)                                                                                   |
|         | Yolanda Griffith  | 01.03.1970 | Vereinigte Staaten          | Center                         | WNBA Draft 1999, 2. Pick                                   | 2005                   | Defensive Player of the Year (1999), WNBA Finals MVP Award (2005), WNBA Most Valuable Player Award (1999) | Sacramento Monarchs (1999–2007) Seattle Storm (2008) Indiana Fever (2009)                                                        |
|         | Brittney Griner   | 18.10.1990 | Vereinigte Staaten          | Center                         | WNBA Draft 2013, 1. Pick                                   | 2014                   | Defensive Player of the Year (2014, 2015) | Phoenix Mercury (2013–) |
|         | Becky Hammon      | 11.03.1977 | Vereinigte Staaten Russland | Point Guard                    | WNBA Draft 1999, nicht ausgewählt                          |                        | Kim Perrot Sportsmanship Award (2014) | New York Liberty (1999–2006) San Antonio Stars (2007–2014)                                                                       |
|         | Lauren Jackson    | 11.05.1981 | Australien                  | Power Forward / Center         | WNBA Draft 2001, 1. Pick                                   | 2004, 2010             | WNBA Finals MVP Award (2010), WNBA Most Valuable Player Award (2003, 2007, 2010) | Seattle Storm (2001–2012) |
|         | Lisa Leslie       | 07.07.1972 | Vereinigte Staaten          | Power Forward / Center         | WNBA Draft 1997, 7. Pick                                   | 2001, 2002             | WNBA Finals MVP Award (2001, 2002), WNBA Most Valuable Player Award (2001, 2004, 2006) | Los Angeles Sparks (1997–2009)                                                                                                   |
|         | Angel McCoughtry  | 10.09.1986 | Vereinigte Staaten          | Small Forward / Shooting Guard | WNBA Draft 2009, 1. Pick                                   |                        | Rookie of the Year (2009) | Atlanta Dream (2009–2018) Las Vegas Aces (2020–)                                                                                 |
|         | Maya Moore        | 11.06.1989 | Vereinigte Staaten          | Small Forward                  | WNBA Draft 2011, 1. Pick                                   | 2011, 2013, 2015, 2017 | Rookie of the Year (2011), WNBA Finals MVP Award (2013), WNBA Most Valuable Player Award (2014) | Minnesota Lynx (2011–2018) |
|         | Nneka Ogwumike    | 02.07.1990 | Vereinigte Staaten          | Power Forward                  | WNBA Draft 2012, 1. Pick                                   | 2016                   | Rookie of the Year (2012), Kim Perrot Sportsmanship Award (2019–2021) | Los Angeles Sparks (2012–) |
|         | Candace Parker    | 19.04.1986 | Vereinigte Staaten          | Power Forward                  | WNBA Draft 2008, 1. Pick                                   | 2016                   | Rookie of the Year (2008), Defensive Player of the Year (2020), WNBA Finals MVP Award (2016), WNBA Most Valuable Player Award (2008, 2013)                                                                      | Los Angeles Sparks (2008–2020) Chicago Sky (2021–)                                                                               |
|         | Ticha Penicheiro  | 18.09.1974 | Portugal                    | Point Guard                    | WNBA Draft 1998, 2. Pick                                   | 2005                   | | Sacramento Monarchs (1998–2009) Los Angeles Sparks (2010–2011) Chicago Sky (2012)                                                |
|         | Cappie Pondexter  | 07.01.1983 | Vereinigte Staaten          | Shooting Guard                 | WNBA Draft 2006, 2. Pick                                   | 2007, 2009             | WNBA Finals MVP Award (2007) | Phoenix Mercury (2006–2009) New York Liberty (2010–2014) Chicago Sky (2015–2017) Los Angeles Sparks (2018) Indiana Fever (2018)  |
|         | Katie Smith       | 04.06.1974 | Vereinigte Staaten          | Power Forward                  | WNBA Draft 1999, Spielerzuweisung nach dem Expansion Draft | 2006, 2008             | WNBA Finals MVP Award (2008) | Minnesota Lynx (1999–2005) Detroit Shock (2005–2009) Washington Mystics (2010) Seattle Storm (2011–2012) New York Liberty (2013) |
|         | Breanna Stewart   | 27.08.1994 | Vereinigte Staaten          | Power Forward                  | WNBA Draft 2016, 1. Pick                                   | 2018, 2020             | Rookie of the Year (2016), WNBA Finals MVP Award (2018, 2020), WNBA Most Valuable Player Award (2018) | Seattle Storm (2016–) |
|         | Sheryl Swoopes    | 25.03.1971 | Vereinigte Staaten          | Shooting Guard / Small Forward | nicht ausgewählt                                           | 1997, 1998, 1999, 2000 | Defensive Player of the Year (2000, 2002, 2003), WNBA Most Valuable Player Award (2000, 2002, 2005) | Houston Comets (1997–2000, 2002–2007) Seattle Storm (2008) Tulsa Shock (2011)                                                    |
|         | Diana Taurasi     | 11.06.1982 | Vereinigte Staaten          | Guard                          | WNBA Draft 2004, 1. Pick                                   | 2007, 2009, 2014       | Rookie of the Year (2004), WNBA Finals MVP Award (2009, 2014), WNBA Most Valuable Player Award (2009) | Phoenix Mercury (2004–2014, 2016–)                                                                                               |
|         | Tina Thompson     | 10.02.1975 | Vereinigte Staaten          | Forward                        | WNBA Draft 1997, 1. Pick                                   | 1997, 1998, 1999, 2000 | | Houston Comets (1997–2008) Los Angeles Sparks (2009–2011) Seattle Storm (2012–2013)                                              |
|         | Lindsay Whalen    | 09.05.1982 | Vereinigte Staaten          | Point Guard                    | WNBA Draft 2004, 4. Pick                                   | 2011, 2013, 2015, 2017 | | Connecticut Sun (2004–2009) Minnesota Lynx (2010–2018)                                                                           |

Quelle: